# Liste ausgestorbener Pflanzenarten Deutschlands
Dies ist eine Liste ausgestorbener Pflanzenarten Deutschlands.

## Ausgestorbene Pflanzenarten Deutschlands

### KlasseEinkeimblättrige(Liliopsida)

#### UnterklasseLilienähnliche(Liliidae)
- Spargelartige (Asparagales)
  - Orchideen (Orchidaceae)
    - Spitzels Knabenkraut (Orchis spitzelii), einziges deutsches Vorkommen am Schloßberg bei Nagold um 1900 ausgerottet, sehr disjunktes Areal. Nördlich der Alpen im französischen Jura und auf Gotland, in der Schweiz ein Standort im Simplongebiet (Wallis), in Österreich im Bundesland Salzburg nahe Saalfelden, im Mittelmeergebiet häufiger, aber vielerorts bedroht

#### UnterklasseCommelinaähnliche(Commelinidae)
- Süßgrasartige (Poales)
  - Sauergräser (Cyperaceae)
    - Kopf-Segge (Carex capitata), arktische Art, die um 1900 herum im Alpenvorland ausgestorben ist und in Mitteleuropa nur noch als Eiszeitrelikt in den Hochalpen vorkommt
    - Armblütige Segge (Carex depauperata), weltweit sehr seltene Pflanze, deren einziges deutsches Vorkommen in Rheinland-Pfalz auch durch Sammeltätigkeit vernichtet wurde, 2011 wiedergefunden und in Erhaltungskultur genommen
    - Kleine Grannen-Segge (Carex microglochin), um 1950 im Alpenvorland ausgestorben, seltene Gebirgsart, deren Tieflandvorkommen extrem gefährdet sind

  - Süßgräser (Poaceae)
    - Strand-Gerste (Hordeum marinum), zuletzt 1959 in Ockholm (Nordfriesland) nachgewiesen, möglicherweise in Deutschland nie dauerhaft eingebürgert gewesen
    - Lein-Lolch (Lolium remotum), Begleiter des Leinanbaus, der weltweit extrem vom Aussterben bedroht ist und nur noch selten in Großbritannien, Russland, dem Balkan und Vorderasien auftritt
    - Taumel-Lolch (Lolium temulentum), durch Intensivierung der Landwirtschaft weltweit zurückgegangen, in Vorderasien jedoch noch vergleichsweise häufiges Süßgras
    - Kies-Dünnschwingel (Micropyrum tenellum), in Südeuropa teils sehr häufig, in Baden-Württemberg am Arealrand um 1980 ausgestorben

### KlasseDreifurchenpollen-Zweikeimblättrige(Rosopsida)
- Steinbrechartige (Saxifragales)
  - Dickblattgewächse (Crassulaceae)
    - Wasser-Dickblatt (Crassula aquatica), eine unscheinbare Art, die im gesamten riesigen Verbreitungsgebiet in Nordamerika und Eurasien selten und gefährdet ist

  - Steinbrechgewächse (Saxifragaceae)
    - Bodensee-Steinbrech (Saxifraga oppositifolia ssp. amphibia), amphibische Form des Gegenblättrigen Steinbrechs, die in den stark gefährdeten Strandrasen des Bodensees und bei Thiengen am Hochrhein vorkam. Zuletzt 1965 bei Hegne nachgewiesen, in der Schweiz 1956 ausgestorben. Die Unterart wurde auch nicht rechtzeitig in Erhaltungskultur genommen und ist damit global ausgestorben.

#### UnterklasseHahnenfußähnliche(Ranunculidae)
- Hahnenfußartige (Ranunculales)
  - Hahnenfußgewächse (Ranunculaceae)
    - Sichelfrüchtiges Hornköpfchen (Ceratocephala falcata), in Deutschland und Österreich nur unbeständig eingeschlepptes Hahnenfußgewächs, das im Mittelmeerraum häufig und ungefährdet ist

#### UnterklasseNelkenähnliche(Caryophyllidae)
- Nelkenartige (Caryophyllales)
  - Fuchsschwanzgewächse (Amaranthaceae)
    - Warziges Knorpelkraut (Polycnenum verrucosum), unscheinbare Art, schwierig von P. arvense zu unterscheiden, osteuropäische Art, überall selten und bedroht

  - Nelkengewächse (Caryophyllaceae)
    - Steife Miere (Minuartia stricta), arktische Pflanze, früher als Eiszeitrelikt im Alpenvorland vorgekommen (zuletzt 1877 nachgewiesen), letzte mitteleuropäische Vorkommen in der Schweiz akut vom Aussterben bedroht; 2004 in den Allgäuer Alpen wiedergefunden (Bad Hindelang, genauer Fundort geheim)
    - Flachs-Leimkraut (Silene linicola), wie Cuscuta epilinum, Camelina alyssum und Lolium remotum als Wildkraut in Leinfeldern vorgekommen und durch die Aufgabe des extensiven Leinanbaus weltweit hochgradig vom Aussterben bedroht kann die Art wohl nur in Erhaltungskultur überleben.
    - Klebrige Lichtnelke (Silene viscosa), asiatische und osteuropäische Steppenpflanze, die früher auf Hiddensee vorkam
    - Getreidemiere (Spergularia segetalis), extrem bedrohtes Ackerwildkraut, in Deutschland, der Schweiz und dem Benelux ausgestorben, in Frankreich und Spanien sehr selten und zurückgehend

  - Bleiwurzgewächse (Plumbaginaceae)
    - Wegerich-Grasnelke (Armeria arenaria), südwesteuropäische Art, die früher sehr selten in Rheinland-Pfalz vorkam

#### UnterklasseRosenähnliche(Rosidae)
- Malpighiales
  - Wolfsmilchgewächse (Euphorbiaceae)
    - Vielfarbige Wolfsmilch (Euphorbia epithymoides), bis etwa 1910 ein Vorkommen bei Landshut der ansonsten in Südosteuropa vorkommenden Art

  - Weidengewächse (Salicaceae)
    - Alpen-Weide (Salix alpina), zuletzt 1917 in den Berchtesgadener Alpen, im Alpenraum insgesamt ungefährdet

  - Veilchengewächse (Violaceae)
    - Schultz' Hunds-Veilchen (Viola canina ssp. schultzii), früher in Baden-Württemberg und möglicherweise Rheinland-Pfalz, auch in der Schweiz, Österreich, Rumänien und dem Elsass ausgestorben. Es existiert weltweit wohl nur noch ein Vorkommen in Savoyen, damit ist die Unterart hochgradig bedroht.
- Schmetterlingsblütenartige (Fabales)
  - Hülsenfrüchtler (Fabaceae)
    - Gelbe Hauhechel (Ononis natrix). ehemals am Kaiserstuhl, dort durch Verbuschung des Standorts ausgestorben, die nächsten Vorkommen im Elsass stark bedroht, in Südeuropa meist häufig
- Rosenartige (Rosales)
  - Rosengewächse (Rosaceae)
    - Tannen-Rose (Rosa abietina), mittel- und südeuropäische Gebirgsart, früher in den bayerischen Alpen, insgesamt ungefährdet
    - Barbers Brombeere (Rubus barberi), aktuell im Isergebirge (Tschechien) und Polen, früher in Sachsen, regionale Kleinart, möglicherweise nur übersehen
    - Liegnitzer Brombeere (Rubus lignicensis), früher bei Burkau (Sachsen), aktuell sehr zerstreut in Polen
- Kreuzblütlerartige (Brassicales)
  - Kreuzblütengewächse (Brassicaceae)
    - Gezahnter Leindotter (Camelina alyssum), als Ackerwildkraut des Leinanbaus aus Camelina microcarpa entstanden. Mit der Aufgabe des extensiven Leinanbaus wohl europaweit ausgestorben und nur noch in Erhaltungskulturen überlebend.
    - Pfriemenkresse (Subularia aquatica), unscheinbare Wasserpflanze, in Deutschland früher im Schwäbisch-Fränkischen Wald, Mittelfranken, Ostniedersachsen und Schleswig-Holstein (Preetz und Amrum), gilt weltweit als selten und sehr zerstreut, vermutlich aber oft nur übersehen

#### UnterklasseAsternähnliche(Asteridae)
- Heidekrautartige (Ericales)
  - Primelgewächse (Primulaceae)
    - Großer Mannsschild (Androsace maxima), in den Steppen Osteuropas und Asiens häufig, in Mitteleuropa akut vom Aussterben bedroht
- Enzianartige (Gentianales)
  - Rötegewächse (Rubiaceae)
    - Acker-Meier (Asperula arvensis), mediterranes Ackerwildkraut, das durch die Intensivierung der Landwirtschaft in Deutschland verschwand
    - Pariser Labkraut (Galium parisiense), west- und südeuropäische Art, die in Deutschland möglicherweise nie dauerhaft eingebürgert war
- Lippenblütlerartige (Lamiales)
  - Lippenblütler (Lamiaceae)
    - Nordischer Drachenkopf (Dracocephalum ruyschiana), Hauptverbreitungsgebiet in Sibirien, die Art hatte einige wenige Vorposten in Sachsen-Anhalt und Bayern
    - Hoher Wolfstrapp (Lycopus exaltatus), süd- und osteuropäische Stromtalpflanze, in Deutschland früher an Elbe und Untermain vorgekommen

  - Braunwurzgewächse (Scrophulariaceae)
    - Rispiger Blauweiderich (Pseudolysimachion spurium), in Mitteldeutschland nur isolierte Vorposten der in Osteuropa weit verbreiteten Art, seit 1933 ausgestorben
- Nachtschattenartige (Solanales)
  - Windengewächse (Convolvulaceae)
    - Flachs-Seide (Cuscuta epilinum), als Ackerwildkraut des Leinanbaus entstanden. Mit der Aufgabe des extensiven Leinanbaus wohl europaweit ausgestorben und nur noch in Erhaltungskulturen überlebend.
- Doldenblütlerartige (Apiales)
  - Doldenblütler (Apiaceae)
    - Quirlblättriger Kümmel (Carum verticillatum), südwesteuropäische Art, die in Westdeutschland einige Vorposten hatte. Ein Standort lag bei Gangelt an der Grenze zu den Niederlanden. Das Vorkommen erlosch in den 1920er Jahren durch Trockenlegung des Geländes.
    - Flutender Wasserfenchel (Oenanthe fluviatilis), früher am Oberrhein vorgekommen, in Großbritannien zerstreut vorkommend, in Frankreich selten
    - Silaublättriger Wasserfenchel (Oenanthe silaifolia), häufig auf dem Balkan und in Kleinasien, früher sehr selten im Rhein-Main-Gebiet
- Asternartige (Asterales)
  - Korbblütler (Asteraceae)
    - Schlitzblättriger Beifuß (Artemisia laciniata), 1900 zuletzt an der Elbe nachgewiesen, häufige Art in Ostasien, die mitteleuropäischen Vorkommen waren 3000 km vom Hauptverbreitungsgebiet entfernte Vorposten
    - Nickende Kragenblume (Carpesium cernuum), in Südeuropa ungefährdet, hatte in Deutschland nur sehr wenige Standorte am Inn, wo die Art 1905 zuletzt gefunden wurde
    - Französisches Filzkraut (Filago gallica), hauptsächlich mediterran verbreitete Art, deren nördlichste Vorkommen von Südengland bis Bulgarien stark zurückgegangen sind
    - Übersehenes Filzkraut (Filago neglecta), früher bei Rödersheim (Pfalz) und Bell (Eifel), in Deutschland nach 1930 nicht mehr nachgewiesen, auch in Belgien und Frankreich und damit weltweit vor dem Zweiten Weltkrieg ausgestorben
    - Langläuferiges Habichtskraut (Hieracium longistolonosum), eine Kleinart aus der Hieracium-pilosella-Gruppe, die bis 1937 bei Tegernheim und am Scheibelberg bei Regensburg vorkam
    - Ruten-Lattich (Lactuca viminea), bis 1939 an wenigen Standorten im sächsischen Elbhügelland nachgewiesen, durch Intensivierung der Landwirtschaft ist diese in Südosteuropa häufige Art in Deutschland ausgestorben
- Kardenartige (Dipsacales)
  - Baldriangewächse (Valerianaceae)
    - Wollfrüchtiger Feldsalat (Valerianella eriocarpa), in Deutschland vermutlich immer nur kurzfristig eingeschleppt gewesen